# Fernando González Ciuffardi
Fernando Francisco González Ciuffardi (Santiago de Chile, 1980. július 29. –) chilei hivatásos teniszező. Származására nézve olasz bevándorló család gyermeke.
Pályafutása során eddig 10 ATP-győzelmet aratott. 2007 januárjában az Australian Openen bejutott élete első Grand Slam-döntőjébe, ahol Roger Federer verte meg 3 szettben (a torna során González megverte Lleyton Hewittot, James Blake-et és Rafael Nadalt is). Ezután a világranglista 5. helyére került, ami eddigi legjobb helyezése. Kedvenc borítása a salak, de mindenütt eredményesen tud játszani, ezt mutatja, hogy már mind a négy Grand Slam-tornán játszott negyeddöntőt. Karrierje során több világelsőt is megvert, közülük Lleyton Hewittot, Andre Agassit és Roger Federert akkor, amikor ők vezették a világranglistát.
Athénban, a 2004-es nyári olimpián egyéniben bronz-, Nicolás Massúval párosban aranyérmet szerzett. A pekingi olimpián begyűjtötte a hiányzó érmet, egyéniben ezüstérmet szerzett.
González az agresszív alapvonalütéseira és nagy szervájára építi játékát, tenyeresét a mai mezőny legjobbjának tartják, Federeré mellett.

## ATP döntői

### Egyéni

#### Győzelmei (11)
| Összesítés                                            | Összesítés |
| ----------------------------------------------------- | ---------- |
| Grand Slam-torna                                      | (0)        |
| ATP World Tour Masters 1000 / ATP Masters Series      | (0)        |
| ATP World Tour 500 Series / International Series Gold | (0)        |
| ATP World Tour 250 Series / International Series      | (11)       |
| ATP World Tour Finals / Tennis Masters Cup            | (0)        |
| Olimpiai játékok (0)                                  |            |

|    | Dátum                | Torna                                         | Borítás     | Ellenfél a döntőben | Eredmény a döntőben    |
| 1  | 2000. május 1.       | U.S. Men's Clay Court Championships, Orlando  | Salak       | Nicolás Massú       | 6-2, 6-3               |
| 2  | 2002. február 11.    | Movistar Open, Viña del Mar                   | Salak       | Nicolás Lapentti    | 6-3, 6-7(5), 7-6(4)    |
| 3  | 2002. szeptember 23. | Campionati Internazionali Di Sicilia, Palermo | Salak       | José Acasuso        | 5-7, 6-3, 6-1          |
| 4  | 2004. február 9.     | Movistar Open, Viña del Mar                   | Salak       | Gustavo Kuerten     | 7-5, 6-4               |
| 5  | 2005. január 10.     | Heineken Open, Auckland                       | Kemény      | Olivier Rochus      | 6-4, 6-2               |
| 6  | 2005. július 18.     | Dutch Open, Amersfoort                        | Salak       | Agustín Calleri     | 7-5, 6-3               |
| 7  | 2005. október 24.    | Davidoff Swiss Indoors, Bázel                 | Szőnyeg (f) | Márkosz Pagdatísz   | 6-7(10), 6-3, 7-5, 6-4 |
| 8  | 2007. szeptember 19. | China Open, Peking                            | Kemény      | Tommy Robredo       | 6-1, 3-6, 6-1          |
| 9  | 2008. február 3.     | Movistar Open, Viña del Mar                   | Salak       | Juan Mónaco         | visszalépett           |
| 10 | 2008. május 4.       | BMW Open, München                             | Salak       | Simone Bolelli      | 7-6(4), 6-7(4), 6-3    |
| 11 | 2009. február 8.     | Movistar Open, Viña del Mar                   | Salak       | José Acasuso        | 6-1, 6-3               |

#### Elvesztett döntői (11)
|    | Dátum                | Torna                                 | Borítás     | Ellenfél a döntőben | Eredmény a döntőben |
| 1  | 2002. október 21.    | Davidoff Swiss Indoors, Bázel         | Szőnyeg (f) | David Nalbandian    | 4-6, 3-6, 2-6       |
| 2  | 2003. július 28.     | Legg Mason Tennis Classic, Washington | Kemény      | Tim Henman          | 3-6, 4-6            |
| 3  | 2003. szeptember 29. | Open de Moselle, Metz                 | Kemény (f)  | Arnaud Clément      | 3-6, 6-1, 3-6       |
| 4  | 2004. július 12.     | Dutch Open, Amersfoort                | Salak       | Martin Verkerk      | 6-7(5), 6-4, 4-6    |
| 5  | 2005. január 31.     | Movistar Open, Viña del Mar           | Salak       | Gastón Gaudio       | 3-6, 4-6            |
| 6  | 2006. október 15.    | BA-CA TennisTrophy, Bécs              | Kemény (f)  | Ivan Ljubičić       | 3-6, 4-6, 5-7       |
| 7  | 2006. október 22.    | Madrid Masters, Madrid                | Kemény (f)  | Roger Federer       | 5-7, 1-6, 0-6       |
| 8  | 2006. október 29.    | Davidoff Swiss Indoors, Bázel         | Szőnyeg (f) | Roger Federer       | 3-6, 2-6, 6-7(3)    |
| 9  | 2007. január 28.     | Australian Open, Melbourne            | Kemény      | Roger Federer       | 6-7(2), 4-6, 4-6    |
| 10 | 2007. május 13.      | Rome Masters, Róma                    | Salak       | Rafael Nadal        | 2-6, 2-6            |
| 11 | 2008. augusztus 17.  | Olimpiai játékok, Peking              | Kemény      | Rafael Nadal        | 3-6, 6-7(2), 3-6    |

### Páros

#### Győzelmei (3)
|   | Dátum               | Torna                                        | Borítás          | Partner          | Ellenfelek a döntőben             | Eredmény a döntőben        |
| 1 | 2004. augusztus 16. | Olimpiai játékok, Athén                      | Kemény           | Nicolás Massú    | Nicolas Kiefer / Rainer Schüttler | 6-2, 4-6, 3-6, 7-6(7), 6-4 |
| 2 | 2005. április 4.    | Open de Tenis Comunidad Valenciana, Valencia | Salak            | Martín Rodríguez | Lucas Arnold Ker / Mariano Hood   | 6-4, 6-4                   |
| 3 | 2005. október 24.   | Davidoff Swiss Indoors, Bázel                | Szőnyeg (fedett) | Agustín Calleri  | Stephen Huss / Wesley Moodie      | 7-5, 7-5                   |

#### Elvesztett döntői (1)
|   | Dátum            | Torna                  | Borítás | Partner       | Ellenfelek a döntőben      | Eredmény a döntőben |
| 1 | 2005. július 18. | Dutch Open, Amersfoort | Salak   | Nicolás Massú | Martín García / Luis Horna | 4-6, 4-6            |

## Eredményei Grand Slam-tornákon
| Grand Slam | Australian Open | Australian Open    | Roland Garros | Roland Garros       | Wimbledon | Wimbledon          | US Open   | US Open            |
| Év         | Eredmény        | Utolsó ellenfél    | Eredmény      | Utolsó ellenfél     | Eredmény  | Utolsó ellenfél    | Eredmény  | Utolsó ellenfél    |
| 2000       | -               | -                  | -             | -                   | -         | -                  | 2.kör     | Tim Henman         |
| 2001       | 1.kör           | Guillermo Coria    | 2.kör         | Jacobo Díaz         | -         | -                  | -         | -                  |
| 2002       | 4.kör           | Stefan Koubek      | 3.kör         | Gustavo Kuerten     | 2.kör     | Nicolas Kiefer     | 1/4 döntő | Sjeng Schalken     |
| 2003       | 2.kör           | Alberto Martín     | 1/4 döntő     | Juan Carlos Ferrero | 1.kör     | Jürgen Melzer      | 3.kör     | Taylor Dent        |
| 2004       | 1.kör           | Andy Roddick       | 1.kör         | Florian Mayer       | 3.kör     | Mark Philippoussis | 1.kör     | Robin Söderling    |
| 2005       | 3.kör           | David Nalbandian   | 3.kör         | Roger Federer       | 1/4 döntő | Roger Federer      | 3.kör     | David Nalbandian   |
| 2006       | 1.kör           | Alex Bogomolov Jr. | 2.kör         | Novak Đoković       | 3.kör     | David Ferrer       | 3.kör     | Andy Murray        |
| 2007       | Döntő           | Roger Federer      | 1.kör         | Radek Stepanek      | 3.kör     | Janko Tipsarević   | 1.kör     | Tejmuraz Gabasvili |
| 2008       | 3.kör           | Marin Čilić        | 1/4 döntő     | Roger Federer       | 2.kör     | Simone Bolelli     | 4.kör     | Andy Roddick       |

## Év végi világranglista-helyezései
| Év       | 1996 | 1997 | 1998 | 1999 | 2000 | 2001 | 2002 | 2003 | 2004 | 2005 | 2006 | 2007 | 2008 |
| Helyezés | 1269 | 1057 | 580  | 415  | 115  | 139  | 18   | 35   | 23   | 11   | 10   | 7    | 15   |